# Rozmowa ze Spinozą
Rozmowa ze Spinozą (właśc. Rozmowa ze Spinozą. Powieść - pajęczyna, mac. Разговор со Спиноза. Роман-пајажина) – powieść macedońskiego pisarza Goce Smilevskiego, wydana w 2002. Powieść zdobyła sobie uznanie zarówno w samej Macedonii, jak i za granicą. Została wyróżniona m.in. nagrodą Powieść Roku przyznawaną przez dziennik Utrinski Vesnik (2002). Na motywach powieści oparte zostało przedstawienie teatralne, które w 2010 r. wyreżyserowała Zoja Buzalkova.
Powieść była tłumaczona na szereg języków europejskich (angielski, chorwacki, serbski i słoweński). Na język polski utwór został przełożony przez Hannę Karpińską i ukazał się nakładem Oficyny 21 w 2005 r.
Powieść napisana została w formie rozmowy Barucha Spinozy z Czytelnikiem (w samym tekście powieści, w miejscach, w których Spinoza zwraca się do Czytelnika, pozostawiono wolne miejsce do wpisania imienia). Czytelnik prowadzi ze Spinozą dialog na temat życia filozofa, zastanawia się nad wydarzeniami, które uformowały jego poglądy, analizuje jego koncepcje filozoficzna, próbuje dojść, jak wyglądała droga jego myśli.
Prócz motywów i wydarzeń znanych z biograficznych opracowań dotyczących życia Spinozy, w powieści pojawiają się również postacie fikcyjne, takie jak Accipiter Bigl, uciekinier z Półwyspu Bałkańskiego, który trafia do Holandii i tam zaczyna głosić oryginalne i heretyckie na swój czas poglądy.